# Amedeo Balbi
Amedeo Balbi (Roma, 6 maggio 1971) è un astrofisico, divulgatore scientifico e saggista italiano.

## Biografia

### Formazione e attività di ricerca
Laureato in fisica e dottore di ricerca in astronomia, Amedeo Balbi è professore associato presso l'Università degli Studi di Roma Tor Vergata.
È autore di oltre 100 lavori scientifici pubblicati in riviste internazionali su argomenti di astrofisica teorica e cosmologia, tra i quali lo studio della radiazione cosmica di fondo, la fisica dell'universo primordiale, il problema della materia oscura e dell'energia oscura, e la ricerca di vita nell'universo.
Tra il 1998 e il 2000 ha svolto ricerche nel gruppo del Prof. George Smoot presso l'Università della California Berkeley, collaborando all'esperimento MAXIMA, uno dei primi a produrre una immagine ad alta risoluzione delle anisotropie della radiazione cosmica di fondo. L'analisi di questi dati fornì le prime misure di precisione dei parametri del modello cosmologico standard, e evidenziò come l'universo abbia una curvatura trascurabile su grande scala.
È stato inoltre autore di uno dei primi lavori a confermare l’esistenza dell’energia oscura attraverso l’effetto Sachs-Wolfe sulla radiazione cosmica di fondo.
Negli ultimi anni si è occupato soprattutto di astrobiologia e abitabilità planetaria, conducendo, tra l’altro, i primi studi sui possibili effetti avversi alla vita del buco nero supermassiccio al centro della Via Lattea. Ha prodotto stime statistiche dell’impatto che la scoperta della vita in almeno un altro pianeta fuori dal Sistema solare avrebbe sulla frequenza di mondi abitati nella nostra galassia. Ha inoltre evidenziato come la durata dei segni di attività tecnologica rilevabili a distanza sia il principale fattore limitante nella ricerca di vita intelligente fuori dalla Terra.
Amedeo Balbi è agnostico.

## Attività di divulgazione scientifica

### Scritti
È autore di diversi libri divulgativi e di numerosi articoli per quotidiani e periodici. Ha scritto, tra gli altri, per Le Scienze, La Stampa, per le pagine culturali de la Repubblica e de il manifesto, per l'inserto culturale Saturno de Il Fatto Quotidiano e per l'Almanacco della Scienza di Micromega. Dall'agosto 2013 al giugno 2015, ha tenuto una rubrica per l'edizione italiana del mensile Wired, dal titolo Guida galattica. Dal numero di agosto 2014 tiene la rubrica La finestra di Keplero per il mensile Le Scienze. Nel 2019 ha pubblicato il libro L'ultimo orizzonte, nel quale racconta la storia del progresso scientifico nel campo della cosmologia e con il quale si è aggiudicato il premio Asimov 2021.

### TV e radio
Ha partecipato come inviato alle trasmissioni di divulgazione scientifica di Raitre Cosmo (2012) e Metropoli (2013), oltre a intervenire frequentemente come esperto scientifico a trasmissioni radiofoniche e televisive, come C'è Spazio (TV2000).
Ha partecipato, in qualità di esperto scientifico, alle selezioni dei concorrenti dell'edizione 2016 della trasmissione Rischiatutto.
Il 5 giugno 2020 è ospite in collegamento tramite videochiamata nella trasmissione Propaganda Live, in risposta alla macchina del fango di matrice antivaccinista, da lui subita dopo l'invito, via Twitter, ad utilizzare l'app Immuni, funzionale alla protezione dei cittadini dal coronavirus.

### Web
Nel 2006 ha fondato il blog scientifico Keplero. È stato uno dei blogger del quotidiano online Il Post. Dal 2019 pubblica video divulgativi su un canale YouTube a suo nome.

### Altro
Insieme allo scrittore Antonio Pascale, ha scritto e interpretato la conferenza/spettacolo Dal Big Bang alla civiltà in sei immagini, andata in scena per la prima volta all'Auditorium di Roma in occasione del Festival delle Scienze 2013.

## Premi e riconoscimenti
- 2023 - Vincitore del Premio letterario Galileo per la divulgazione scientifica 2023 - XVII edizione - con Su un altro pianeta (Rizzoli).
- 2021 - Premio Asimov per il libro L'ultimo orizzonte. Cosa sappiamo dell'universo, edito da UTET.[35]
- 2018 - Premio Tusculanae Scientiae
- 2015 - Premio Nazionale di Divulgazione Scientifica, per il libro Cercatori di meraviglia.[36]
- 2010 - Terzo premio per l'articolo The Limits of Cosmology[37], nel concorso "What is Ultimately Possible in Physics?"[38], organizzato dal Foundational Questions Institute (FQXi).
- 2012 - Premio di Saggistica "Città delle Rose"[39] per il libro Il buio oltre le stelle.
- Membro del Foundational Questions Institute (FQXi)
- Membro dell'Unione Astronomica Internazionale
- Membro del consiglio scientifico della Società Italiana di Astrobiologia
- Membro dell'IAA SETI Permanent Committee

## Libri
- La musica del Big Bang. Come la radiazione cosmica di fondo ci ha svelato i segreti dell'universo. Springer Verlag, 2007. ISBN 978-88-89308-20-2
  - (Trad. inglese: The Music of the Big Bang. The Cosmic Microwave Background and the New Cosmology. Springer Verlag, 2008. ISBN 978-3-540-78726-6)
- Seconda stella a destra. Vite semiserie di astronomi illustri. De Agostini, 2010. ISBN 88-418-6351-X
- Il buio oltre le stelle. L'esplorazione dei lati oscuri dell'universo. Codice Edizioni, 2011. ISBN 978-88-7578-190-3
- Cosmicomic. Gli uomini che scoprirono il big bang. (Disegni di Rossano Piccioni). Codice Edizioni, 2013. ISBN 978-88-7578-381-5
  - (Trad. spagnola: Cosmicómic. El descubrimiento del big bang. Salamandra Graphic, 2014. ISBN 978-84-16-13106-8)
  - (Trad. coreana: 코스믹코믹. 빅뱅을 발견한 사람들. 푸른지식, 2014. ISBN 978-89-98282-15-8)
  - (Trad. francese: Cosmicomic. Enquête(s) sur les traces du Big Bang. Nouveau Monde éditions, 2015. ISBN 978-2-36583-975-4)
  - (Trad. portoghese: Cosmicomix. A Descoberta do Big Bang. Gradiva, 2015. ISBN 978-989-616-659-5)
- Cercatori di meraviglia. Storie di grandi scienziati curiosi del mondo. Rizzoli, 2014. ISBN 978-88-17-07271-7
- Dove sono tutti quanti? Un viaggio fra stelle e pianeti alla ricerca della vita. Rizzoli, 2016. ISBN 978-88-17-08782-7
- L'ultimo orizzonte: Cosa sappiamo dell'universo. UTET, 2019. ISBN 978-8851171308
- Lassù nell'universo (con Andrea Valente). Editoriale Scienza, 2021. ISBN 9788893931120
- Inseguendo un raggio di luce: Alla scoperta della teoria della relatività. Rizzoli, 2021. ISBN 978-88-17-15912-8
- Su un altro pianeta. C'è un futuro per l'umanità fuori dalla Terra? Rizzoli, 2022. ISBN 9788817164498
- Il Cosmo in brevi lezioni Rizzoli, 2024. ISBN 978-8817190022